# デザイントークス+
『デザイン トークス＋』（デザイン トークスプラス、英：DESIGN TALKS plus）は、2013年2月28日から毎週木曜日にNHKワールドTVで放送されていて、NHK Eテレで2018年4月3日より断続的に放送されているトーク番組。

## 概要
週替わりのデザインに関するテーマに沿ったゲストを迎え、そのデザインについてゲストと追及する。
NHKワールドTVで放送したものを地上波のEテレや、BS1で月遅れで放送している。
また従来のスタジオ収録での放送に加え、随時「Design Hunting」と題してMCの2人が街に飛び出して特徴的なデザインを持つ建物や、街づくりなどを取材した企画が放送され、それらは2022年下半期から「DESIGN × STORIES」（デザイン・ストーリーズ）と改めて、交互に放送している。

## 司会者
- アンドレア・ポンピリオ
- シャウラ[1]（2023年9月以後、産休のためナレーターのみ）

## 放送時間
NHKワールドTV
- 2013年[2]

1. 木曜日10時30分-11時
2. 木曜日14時30分-15時
3. 木曜日18時30分-19時
4. 金曜日2時30分-3時
5. 金曜日6時30分-7時

- 2014年度[7]

1. 木曜日8時30分-9時
2. 木曜日14時30分-15時
3. 木曜日20時30分-21時
4. 金曜日2時30分-3時

- 2022 - 2024年度

1. 木曜日10時30分-11時
2. 木曜日15時30分-16時
3. 木曜日21時30分ｰ22時
4. 金曜日2時30分-3時
5. 金曜日7時30分-8時

NHK Eテレ（第1期）
- 2018年度[3]

1. 本放送・毎週火曜日 午後11時 - 11時30分
2. 再放送 毎週水曜日 午前10時25分 - 10時55分

- 2019年度（4-9月期）[4]

1. 本放送・毎週火曜日 午後10時50分 - 11時20分
2. 再放送 毎週水曜日 午前10時25分 - 10時55分

- 2019年度（10-3月期）[5]

1. 本放送・毎週木曜日 午後10時50分 - 11時20分
2. 再放送 毎週水曜日 午前10時25分 - 10時55分

NHK Eテレ（第2期）
- 2020年度（10-3月期のみ放送）

1. 本放送・毎週金曜日 午後9時30分 - 10時00分
2. 再放送 毎週水曜日 午前10時25分 - 10時55分

NHK Eテレ（第3期）
- 2021年度（9-10月期のみ放送）

1. 本放送・毎週金曜日 午後10時30分 - 11時00分
2. 再放送 毎週水曜日 午前10時25分 - 10時55分

NHK BS1（2023年12月以後はNHK BS（2K放送））
- 2021-2023年度

1. 本放送・毎週木曜日 午前4時30分 - 5時00分

NHK BS（2K放送）
- 2024年度

1. 本放送・毎週木曜日 午前4時00分 - 4時30分